# Lusbodammen
Lusbodammen är en sjö i Orsa kommun i Dalarna och ingår i Dalälvens huvudavrinningsområde. Sjön har en area på 0,323 kvadratkilometer och ligger 507,3 meter över havet. Sjön avvattnas av vattendraget Ämån.

## Delavrinningsområde
Lusbodammen ingår i det delavrinningsområde (681570-143044) som SMHI kallar för Utloppet av Lusbodammen. Medelhöjden är 581 meter över havet och ytan är 7,62 kvadratkilometer. Räknas de 7 avrinningsområdena uppströms in blir den ackumulerade arean 104,75 kvadratkilometer. Ämån som avvattnar avrinningsområdet har biflödesordning 3, vilket innebär att vattnet flödar genom totalt 3 vattendrag innan det når havet efter 381 kilometer. Avrinningsområdet består mestadels av skog (90 procent). Avrinningsområdet har 0,38 kvadratkilometer vattenytor vilket ger det en sjöprocent på 5 procent.